# Naomi Mestrum
Naomi Mestrum (Gouda, 1980) is sinds 1 januari 2023 directeur van het Centrum Informatie en Documentatie Israel (CIDI).

## Biografie
Mestrum is dochter en eersteling van een goudsmid en diens echtgenote woonachtig en werkend in Schoonhoven. Haar ouders verhuisden en daarom groeide Mestrum vanaf haar vierde jaar op in Nieuwegein. Na de lagere school volgde Mestrum de Havo en studeerde ze Personeel en Organisatie aan de Hogeschool Utrecht.  
Van 1998 tot 2007 was zij coördinator en medewerkster voor de afdeling Personeel & Organisatie bij een Nederlands beveiligingsbedrijf van o.a. geldtransporten, dat later opging in G4S. Toen de Tweede Intifada in het jaar 2000 losbarstte, besloot ze tot een studie Arabische taal en cultuur aan de Rijksuniversiteit Utrecht. Zij specialiseerde zich in het Arabisch-Israëlische conflict. Via een uitwisselingsprogramma kon ze in 2005 naar Haifa om een deel van haar studie daar te doen.   
In 2007 ging ze werken bij het Centrum Informatie en Documentatie Israel, in eerste instantie als financieel manager en projectmanager. Ze klom in deze organisatie op en werd in 2017 adjunct-directeur naast Hanna Luden, die leiding gaf tussen 2015 en 2022. Naast haar rol als projectleider en later adjunct-directeur, leidde Mestrum reizen met politici, journalisten en docenten naar Israël en de Palestijnse Gebieden. Op 1 januari 2023 werd ze de vierde directeur van deze instelling.
In februari 2023 werd bekend dat CIDI als organisatie en Mestrum als persoon op de Iraanse sanctielijst zijn geplaatst. Beide worden ervan beschuldigd dat zij terrorisme tegen Iran steunen en ze mogen dat land dan ook niet bezoeken.

## Standpunten
Inzake de kwestie Israël-Palestijnen is ze zelf voorstander van de tweestatenoplossing.
In januari 2023 – nog voor het oplaaien van het conflict in Gaza na de inval van Hamas op 7 oktober – stelde Mestrum in een interview dat het er ineens op lijkt dat het taboe op antisemitisme in Nederland is verdwenen. Ze stoorde zich eraan dat twee presentatrices van het televisieprogramma Op1 spraken over "het Israëlische apartheidsregime," maar vooral dat omroep BNNVARA liet weten volledig achter deze mening te staan. Mestrum pleitte in 2024 in hetzelfde televisieprogramma samen met VVD-partijleider Dilan Yeşilgöz voor een aanpak om antisemitisme terug te dringen. Na de inval van Hamas en de reactie daarop van Israël bleek het aantal antisemitische incidenten in Nederland met een factor acht te zijn toegenomen. 
Mestrum pleitte in 2024 voor een veiligheidsproces in het Midden-Oosten, omdat volgens haar een vredesproces niet haalbaar is.

## Overige bezigheden
Mestrum deed in Nieuwegein aan wedstrijdzwemmen en gaf daar ook les in het plaatselijk zwembad. Zij was vanaf 2013 gedurende twee jaar secretaris van het bestuur van de VVD in Nieuwegein. 